# 아이테르 (원소설)

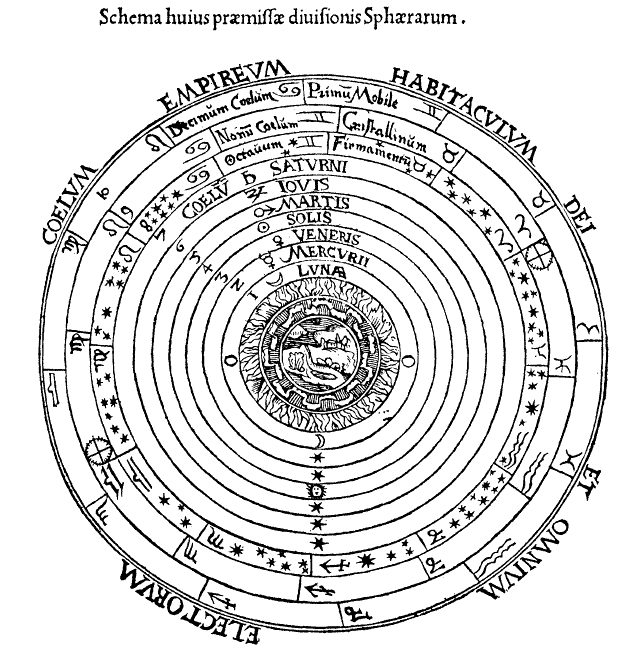
고중세 아리스토텔레스적 우주론. 가장 안쪽 구가 4원소로 만들어진 지구이며, 그 바깥의 천구들과 천구 위의 천체들은 제5원소 아이테르로 되어 있다.

아이테르(고대 그리스어: αἰθήρ, 영어: aether, æther, aither, ether, quintessence, fifth element)는 고대 그리스에서의 빛나는 공기의 상층을 나타내는 말이며, 아리스토텔레스에 의해서 4원소설을 확장해 천체를 구성하는 제5원소(fifth element)로서 제창되었다. 이것은 스콜라 철학에 계승해져 중세의 크리스트교적 우주관에서도 천계를 구성하는 물질로 여겨졌다.

## 고대 그리스에서의 아이테르
아리스토텔레스 이전부터 고대 그리스에서 아이테르는 대기의 상층, 구름이나 달의 영역, 혹은 제우스의 지배하는 영역을 의미하는 말로서 이용되었다. 이에 비해 하층의 공기는 아에르(ἀήρ)로 불렸다. 어원상, 아이테르는 '항상 빛나는 것'을 의미하고 있어, 거기로부터 사라질 리가 없는 하늘의 빛을 표현했다. 파르메니데스는 아이테르를 대기 위의 불길, '온화하고 희박해서, 일면에 균일하게 퍼지는 것'이라고 표현해, 어둡고 진하고 무거운 대지의 물질과 대비했다. 또 피타고라스 교단은 사람이 죽은 후에 영혼이 가까스로 도착하는 영원의 더러움이 없는 영역이라고 했다. 엠페도클레스에 의하면 아이테르는 아에르가 고층의 불길과 접해 결정화한 것이며, 또 영혼은 아이테르와 아에르의 혼합물이라고 했다. 이것들 어느 것에서도 아이테르는 지상의 죽을 것의 세계에 비해, 영속적인 세계를 지시하고 있다.
후의 아리스토텔레스의 4원소설에서는 각각의 원소에 고유의 장소가 있다고 여겨져 이 때문에 '흙'과'물'이 그 자연스러운 장소인 아래로 끌려 '불'과 '공기'가 위로 오른다고 여겨졌다. 또 그는 존재하지 않는 것이 존재할 것은 없다는 생각으로부터, 허공(진공, 케논)의 존재도 인정하지 않고, 그에 기초를 두는 원자론도 부정했다. 이러한 입장을 취한 아리스토텔레스에 있어서는, 영구히 천상을 돌아 다니는 것으로 보이는 항성이나 행성에 그것들을 이끄는 다른 원소가 필요해요는 논리적인 필연이었다. 그 천상의 제5의 원소에 아이테르를 할당했다. 원소에는 각각 고유의 성질이 있다고 여겨져 아이테르는 천체의 움직임으로 보여지듯이, 변형하지 않고 영원히 계속 회전하는 성질을 가진다고 여겨졌다. 이러한 아리스토텔레스의 생각에 의해서 아이테르는 천계를 채운 물질로서 후세까지 넓게 인지되게 되었다.

## 타분야에서의 아이테르
이 아이테르의 이름은 물리학에서 일찍이 빛의 매질이 된다고 생각되고 있던 에테르나, 화학 물질로서의 에테르의 어원이 되었다.
아리스토텔레스의 세계상을 근저로부터 타파하려고 한 데카르트는 역시 진공의 존재를 인정하지 않고, 물질의 입자의 사이를 낳을 수 있는 것으로서 '미세한 물질'을 상정해, 그 움직임 혹은 일해에 의해서 빛이 전달된다고 했다. 또 근접 작용만을 인정한 데카르트는 행성은 유동해 소용돌이치는 물질에 올라 운동하고 있다고 생각했다. 이것이 후에 물리학에서의 에테르의 개념으로 발전했다. 이 의미로의 에테르는 천상의 물질이 아니고, 세계의 모든 곳에 존재한다.
한편, 화학에서의 에테르는 오늘로 말하는 디에틸 에테르가 발견되었을 때에, 그 높은 휘발성을 '지상에 있어야 하는 것이 아닌 물질이 하늘에 돌아가려 하고 있다'라고 해석된 것으로부터 그 이름을 붙일 수 있었다. 또 고휘발성의 석유유분이 같은 발상으로 '석유 에테르'라고 명명되어 실무 분야에서는 그대로 정착했다. 그러나, 석유 에테르에는 화학종으로서의 에테르는 함유하고 있지 않다.

## 같이 보기
- 아이테르
- 아카샤(허공)
- 아카식 레코드
- 암흑물질
- 21그램 실험(영혼의 무게)